# Colección definitiva
Alejandro Sanz: Colección definitiva, es un formato de lujo, que incluye 4 CD más un DVD, en dónde el cantante reúne 20 años de carrera artística. Este formato fue lanzado el 16 de noviembre de 2011, bajo el sello de Warner Music.

## Historia
Alejandro Sanz: Colección definitiva, es un lanzamiento en formato de lujo en el que, el cantante y compositor español reúne 20 años de carrera artística. Este último trabajo recoge sus mejores temas, desde que inició su carrera en 1991 con el álbum Viviendo deprisa. Este recopilatorio fue lanzado por su anterior discográfica Warner Music, y es el primer trabajo no promocionado por Alejandro sanz, ya que éste dejó la compañía a principios de año y fichó por Universal Music.
Colección definitiva, incluye: 4 CD y 1 DVD, los dos primeros CD incluyen sus grandes éxitos, otro CD con sus colaboraciones junto a grandes artistas como:   Shakira, Armando Manzanero, The Corrs, Malú, Shakira, Raphael, Miguel Bosé o El Canto del Loco, entre otros.  El último CD incluye sus duetos más importantes, entre ellos junto a: Lena, Antonio Carmona, Vicente Amigo, Joaquín Sabina. Por último el DVD recopila 34 vídeos de todos sus éxitos incluso el directo de "Sin que se note".

## Lista de Canciones

### CD 1 (Grandes Éxitos)
1. Corazón partío
2. ¿Lo ves?
3. Amiga mía
4. Mi soledad y yo
5. Mi primera canción
6. Y, ¿si fuera ella?
7. Quiero morir en tu veneno
8. Aquello que me diste
9. Si tú me miras
10. Viviendo deprisa
11. La fuerza del corazón
12. Cómo te echo de menos
13. Pisando fuerte
14. Se le apagó la luz

### CD2 (Grandes Éxitos)
1. Looking for Paradise - con Alicia Keys
2. Quisiera ser
3. A la primera persona
4. Te lo agradezco pero no - con Shakira
5. No es lo mismo
6. Nuestro amor será leyenda
7. Cuando nadie me ve
8. Try to save your song
9. Desde cuando
10. Enséñame tus manos
11. El alma al aire
12. Lola soledad
13. Regálame la silla donde te esperé
14. Tú no tienes alma
15. Sin que se note

### CD (Colaboraciones)
1. Shakira - La tortura (2005)
2. El canto del loco - Volverá (2009)
3. Armando Manzanero - Adoro (2000)
4. Miguel Bosé - Hay días
5. Paolo Vallesi - Grande (1997)
6. Niña Pastori - Cai (2000)
7. Raphael - La fuerza del corazón (2008)
8. The Corrs - The hardest Day
9. Jeros (Los Chichos) - Quiero estar solo (2001)
10. Alexandre Pires - Sólo que me falta (2003)
11. Malú - El aprendiz (2004)
12. Jarabe de Palo - La quiero a morir (2010)
13. Homenaje a la música Brasileña. Samba pa ti - Sozinho (2007)

### CD (Duetos)
1. Antonio Carmona - Para que tú no llores (2006)
2. Vicente Amigo y Enrique Morente - Y será verdad (2009)
3. Moncho - Me vestí de silencio (1999)
4. Lena - Tu corazón (2006)
5. Pepe de Lucía - La vida es un espejo
6. Ivan Lins - Llegaste (Vieste) (2010)
7. Joaquín Sabina - Lola Soledad (2010)
8. Omara Portuondo - Eso (2004)
9. Sara Vega - Vuela (2010)
10. Juan Habichuela y Ketama - Dale al aire (1999)
11. Homenaje a Javier Krahe - Sábanas de seda (2004)
12. Tributo a Neruda - Marinero en tierra (2004)
13. Vainica Doble - Dame tu amor (1997)

### DVD (Videoclips)
1. Pisando fuerte
2. Los dos cogidos de la mano
3. Como te echo de menos
4. Si tu me miras
5. La fuerza del corazón
6. Mi soledad y yo
7. ¿Lo ves?
8. Quiero morir en tu veneno
9. Aquello que me diste
10. Y, ¿si fuera ella?
11. Corazón partío
12. Amiga mía
13. Corazón partío (Latin Remix)
14. Cuando nadie me ve
15. El alma al aire
16. Quisiera ser
17. The hardest Day (con The Corrs)
18. Una noche (con The Corrs)
19. Llega, llego soledad
20. Y solo se me ocurre amarte
21. Aprendiz
22. No es lo mismo
23. Try to save your song
24. Regálame la silla donde te esperé
25. Regálame la silla donde te espere (montaje ASZ)
26. He sido tan Feliz contigo
27. A la primera persona
28. Te los agradezco pero no
29. Enséñame tus manos
30. Looking for paradise
31. Desde cuando
32. Nuestro amor será leyenda
33. Lola soledad
34. Sin que se note (Directo)